# 林光蹄盖蕨
林光蹄盖蕨（学名：Athyrium decorum）为蹄盖蕨科蹄盖蕨属下的一个种。

## 扩展阅读
- 維基物種上的相關：林光蹄盖蕨